# Impacto certero
Impacto certero es el primer álbum de grandes éxitos del grupo de hip hop chileno Tiro de Gracia. Este sería el último álbum de la banda (hasta su lanzamiento futuro de 2010 Música de Vida) y el último en que participó Lenwadura, ya que debido a problemas personales se separaría del grupo. 
El álbum reunió los temas más destacados de sus cuatro álbumes, composiciones que según ellos muestran un mismo hilo conductor, aunque sin fórmulas: "Queremos hacer discos que marquen etapas del grupo, más que imponer un sonido. Puede haber fórmulas que resulten, otras que no. Pero nunca hemos querido hacer un Ser humano!! 2", explicó Lengua Dura en la revista Rolling Stone. Durante esta época, Tiro de Gracia realiza, además, una serie de colaboraciones con variados artistas entre los que destacan los aportes de Juan Sativo en discos de Los Tetas, Bitman & Roban y la argentina Emme.
Se incluyen tres canciones inéditas: uno trabajado para la película Mala Leche (del mismo nombre), un disco bonus con el videoclip de la canción "Las vas a pagar", lanzada como sencillo el 2003 y la pista "Somos MCs".

## Lista de canciones
1. Somos MC's
2. Viaje Sin Rumbo
3. Buena Mierda
4. Chupacabras
5. El Hip & El Hop Show
6. Melaza
7. Decisión
8. Sueños
9. El Juego Verdadero
10. Sombras Chinescas
11. Declaración de Principios
12. América
13. Eso De Ser Papá
14. Joven de la Pobla
15. Tag TDG
16. Mala leche
17. Las vas a pagar (bonus)